# 正气亭
正气亭是中国江苏省南京市东郊紫金山南麓的一座方形涼亭，建成于1947年11月29日，位於紫霞湖北岸、紫霞洞前方，介于明孝陵与中山陵之间。亭的後側有一花崗岩擋土牆，牆上鑲嵌一石碑刻有《正氣亭記》全文，該文由孫中山長子、時任立法院院長孫科撰寫。1986年，南京市人民政府整修了正氣亭。

## 命名
正氣亭的名稱源自中華民國國父孫中山贈與蔣中正的墨寶「養天地正氣，法古今完人」，蔣於1946年還都南京後登紫金山謁陵時造訪此地，甚喜該地之湖光山色，遂命人於此建亭，欲與民共享。蔣親題正氣亭匾額，懸於亭臺額上。另有楹聯「浩氣遠連忠烈塔，紫霞籠罩寶珠峯」一副，落款時間是1947年9月。

## 軼聞
民國二十二（1933）年七月五日，蔣中正在回南京途中，與夫人宋美齡談及家事，寫下「余死後，不願國葬，而願與愛妻美齡同葬於紫金山紫霞洞西側山腹之橫路上」的「代遺囑」。所謂「紫金山紫霞洞西側山腹」應在正氣亭附近。
據傳蔣中正甚於喜愛此地景色，且其緊鄰中山陵陵區，蔣曾多次表示希望自己百年後能安葬於總理孫中山墓側，亦曾向幕僚表示自己比明太祖朱元璋要高明些，由於正氣亭的所在地正好位在低於中山陵、高於明孝陵的地理位置上，因此被視為是蔣中正原本預定的安葬位址。1949年第二次国共内战爆發，國軍戰況失利致使大陸失陷，蔣中正率領中華民國政府與中國國民黨播遷臺灣，終身未再踏上中共控制的大陸土地。